# Penido J.C. Nogueira
Penido J.C. Nogueira ( ? - 1932 ) fue un botánico, y micólogo portugués. Realizó identificaciones y clasificaciones de nuevas especies, publicándolas habitualmente en Bol. Soc. Portug. Cienc. Nat. y en Bol. Soc. Brot.
- La abreviatura «Nogueira» se emplea para indicar a Penido J.C. Nogueira como autoridad en la descripción y clasificación científica de los vegetales.[2]